# Jewgienij Ptuchin
Jewgienij Sawwicz Ptuchin (ros. Евгений Саввич Птухин, ur. 18 lutego?/3 marca 1902 w Jałcie, zm. 23 lutego 1942) – radziecki generał porucznik lotnictwa, Bohater Związku Radzieckiego (1940).

## Życiorys
Od 1905 mieszkał z rodziną w Moskwie. Uczył się w szkole technicznej, której nie ukończył z powodu ciężkiego położenia materialnego rodziny. W lutym 1918 wstąpił ochotniczo do Armii Czerwonej, w marcu 1918 został członkiem RKP(b). Brał udział w wojnie domowej na Froncie Południowym, Południowo-Zachodnim i Zachodnim, walcząc z armią Denikina, a także w wojnie z Polską. W 1923 ukończył szkołę lotniczą w Jegorjewsku, później szkołę lotniczą w Borisoglebsku, w 1925 został dowódcą klucza. W grudniu 1927 objął dowództwo oddziału lotniczego w 2 Brygadzie Lotniczej Sił Powietrznych Białoruskiego Okręgu Wojskowego w Witebsku, w 1929 skończył kursy doskonalenia kadry dowódczej przy Wojskowej Akademii Powietrznej im. Żukowskiego i został dowódcą komisarzem 15 samodzielnej eskadry lotnictwa myśliwskiego, w maju 1934 dowódcą komisarzem 450 Mieszanej Brygady Lotniczej w Smoleńsku, a w lipcu 1935 dowódcą 453 (później 142) brygady myśliwców w Bobrujsku. 28 listopada 1935 otrzymał stopień kombriga. Od maja 1937 do stycznia 1938 jako starszy doradca wojskowy dowódcy republikańskich sił powietrznych i dowódca grupy myśliwców brał udział w wojnie domowej w Hiszpanii, uczestnicząc w walkach powietrznych, w których strącił co najmniej jeden samolot wroga. Był ranny. W kwietniu 1938 został dowódcą Sił Powietrznych Leningradzkiego Okręgu Wojskowego, w 1939 ukończył kursy doskonalenia kadry dowódczej przy Akademii Sztabu Generalnego. Od 22 lutego 1938 miał stopień komkora (z pominięciem stopnia komdiwa). Podczas wojny z Finlandią w styczniu 1940 został naczelnikiem Sił Powietrznych Frontu Północno-Zachodniego. Umiejętnie dowodził lotnictwem podczas tej wojny, m.in. podczas przełamywania linii Mannerheima. Od maja 1940 do stycznia 1941 i ponownie od marca 1941 był dowódcą Sił Powietrznych Kijowskiego Specjalnego Okręgu Wojskowego, od stycznia do marca 1941 pełnił funkcję naczelnika Głównego Zarządu Obrony Przeciwlotniczej Armii Czerwonej. 4 czerwca 1940 otrzymał stopień generała porucznika.
Po ataku Niemiec na ZSRR został dowódcą Sił Powietrznych Frontu Południowo-Zachodniego, jednak już 24 czerwca 1941 (po dwóch dniach) został odwołany ze stanowiska i wezwany do Moskwy, gdzie został aresztowany. 13 lutego 1942 postanowieniem specjalnej narady przy Ludowym Komisarzu Spraw Wewnętrznych ZSRR (Ławrientiju Berii) został skazany na śmierć i następnie rozstrzelany. Uchwałą Prezydium Rady Najwyższej ZSRR z 15 maja 1943 został pozbawiony wszystkich odznaczeń. 6 października 1954 został pośmiertnie zrehabilitowany przez Wojskowe Kolegium Sądu Najwyższego ZSRR, a 22 maja 1965 Prezydium Rady Najwyższej ZSRR zdecydowało o przywróceniu mu odznaczeń.

## Odznaczenia
- Złota Gwiazda Bohatera Związku Radzieckiego (21 marca 1940)
- Order Lenina (dwukrotnie, 22 października 1937 i 21 marca 1940)
- Order Czerwonego Sztandaru (8 marca 1938)
- Order Czerwonej Gwiazdy (25 maja 1936)
- Medal jubileuszowy „XX lat Robotniczo-Chłopskiej Armii Czerwonej” (1938)